# Al-Raqqa
al-Raqqa (in arabo الرقة‎?) è una città della Siria, capoluogo del governatorato omonimo. In passato era conosciuta coi nomi di Callinico e Niceforio. Nel linguaggio moderno viene chiamata Raqqa.
È stata quartier generale nonché capitale dell'autoproclamato Stato Islamico dal gennaio 2014 al 17 ottobre 2017.

## Storia
La città fu fondata dal re seleucide Seleuco II Callinico, che la chiamò Kallinikos (in latino Callinicum). Divenne forte militare romano (con il nome di Nicephorium) almeno dai tempi di Settimio Severo, se non prima.
Nel 388 la città fu ricordata per la distruzione della sinagoga ad opera dei cristiani su istigazione del vescovo della diocesi locale. L'imperatore Teodosio I condannò il vescovo e i colpevoli dell'assalto a ricostruire il luogo di culto a loro spese ma Sant'Ambrogio pretese l'impunità per tutti i colpevoli  minacciando la sospensione delle funzioni religiose.
La città rimase con alterne vicende sotto il dominio romano fino a che fu conquistata assieme a tutta la Siria dagli Arabi musulmani, all'epoca del secondo califfo ʿUmar ibn al-Khaṭṭāb (reg. 634-644). Nelle sue vicinanze (a Ṣiffīn) fu combattuto lo storico scontro tra il califfo ʿAlī b. Abī Ṭālib e il ribelle deposto governatore siriano, Muʿāwiya b. Abī Sufyān.
Nel corso del successivo periodo abbaside, divenne per 13 anni circa, dal 796 all'809, la capitale de facto del califfato, in quanto funzionale al desiderio di Hārūn al-Rashīd di condurre da lì operazioni militari su vasta scala contro il nemico bizantino, nella speranza di una vittoria definitiva (mai realizzata) contro il suo potente avversario cristiano.
Con la morte di Hārūn e la successiva guerra civile tra i due suoi figli, al-Amīn e al-Maʾmūn, al-Raqqa rientrò in un anonimato dal quale non riuscì più del tutto a emergere.

## Guerra civile siriana
Nel corso della sua occupazione di Raqqa, il sedicente Stato Islamico ha espresso ancora una volta la sua radicale intolleranza nei confronti dello sciismo, distruggendo la Moschea di Uways al-Qarnī (in arabo مسجد أويس القرني‎?), in cui si conservavano le spoglie del Compagno del Profeta, ʿAmmār b. Yāsir, e del Seguace Uways al-Qarnī, entrambi caduti nella battaglia di Siffin, combattendo per la causa del quarto califfo "ortodosso", nonché cugino paterno e genero di Maometto, ʿAlī b. Abī Ṭālib.
Già oggetto di bombardamenti da parte del fronte anti-ISIS, nel novembre 2015, come ritorsione per gli attentati di Parigi, la Francia ha aumentato l'impegno militare nella zona con una serie di bombardamenti volti a eliminare i centri di addestramento presenti in tale località.
Il 6 giugno 2017 è incominciata la grande battaglia per strappare Raqqa all'autodefinito "Stato Islamico".
Il 17 ottobre 2017, dopo oltre 4 mesi di combattimenti, la città viene completamente liberata dalle Forze Democratiche Siriane, appoggiate dagli Stati Uniti, attraverso l'eliminazione delle ultime sacche di resistenza concentratesi attorno allo stadio e all'ospedale della città.